# АЕС Брунсбюттель
АЕС Брунсбюттель (нім. Kernkraftwerk Brunsbüttel) — атомна електростанція в Німеччині з одним енергоблоком потужністю 806 МВт. АЕС розташована в місті Брунсбюттель району Дітмаршен, земля Шлезвіг-Гольштейн. АЕС була побудована виробником Kraftwerk Union та експлуатується фірмою Kernkraftwerk Brunsbüttel GmbH & Co. OHG. Власниками АЕС є Vattenfall Europe Nuclear Energy GmbH (66,7%) та E.ON Kernkraft (33,3%). АЕС відноситься до однієї з найбільш схильних до збоїв АЕС в Німеччині. Вимкнута з липня 2007 року, а в кінці 2011 року Брунсбюттельську АЕС було вирішено міністерством екології земель та федерації закрити назавжди.
На АЕС працював киплячий ядерний реактор (BWR, нім. Siedewasserreaktor, SWR) типу «SWR-69» (1969 року конструкції). Конструкція реактора майже однакова з конструкціями трьох реакторів інших німецьких АЕС (перших блоків Філіппсбурзької та Ізарської АЕС) та австрійської Цвентендорфської АЕС. Остання була добудована, але так ніколи і не експлуатувалася згідно з рішенням всенародного референдуму. Реактор Крюммельської АЕС схожий, але значно потужніший (1402 МВт) та модифікований.

## Історія
Атомна електростанція Брунсбюттель, побудована між 1970 і 1976 роками, була вперше запущена 23 червня 1976 року. Тодішні власники HEW і PreussenElektra почали комерційну діяльність 9 лютого 1977 року. До виведення з експлуатації на атомній електростанції працювало 313 штатних співробітників і близько 150 зовнішніх співробітників. Електростанція належить групі Vattenfall з 2002 року.
У листопаді 2012 року компанія Vattenfall подала заявку на процес демонтажу. Звіт про безпеку демонтажу електростанції був поданий наприкінці жовтня 2013 року. 21 червня 2017 року ядерний наглядовий орган Шлезвіг-Гольштейна повідомив, що в будівлі реактора немає радіоактивних паливних елементів. У лютому 2018 року були зняті останні ТВЕЛи. 21 грудня 2018 року атомна електростанція Брунсбюттель отримала 1-й дозвіл на зняття з експлуатації та демонтаж (1-й SAG). Таким чином, станція знаходиться в так званому режимі виведення з експлуатації. 90 відсотків із решти 1 відсотка радіоактивного матеріалу знаходиться в корпусі реактора та його внутрішніх частинах.

## Дані енергоблоку
АЕС має один енергоблок:
| Енергоблок        | Тип реактору                   | Нетто- потужність | Брутто- потужність | Початок будівництва | Синхронізація з електромережею | Комерційна експлуатація | Закриття                                                                            |
| ----------------- | ------------------------------ | ----------------- | ------------------ | ------------------- | ------------------------------ | ----------------------- | ----------------------------------------------------------------------------------- |
| Brunsbüttel (KKB) | киплячий ядерний реактор (BWR) | 771 МВт           | 806 МВт            | 15.04.1970          | 13.07.1976                     | 09.02.1977              | з 21 липня 2007 року була тимчасово вимкнута, з 2011 року вирішено закрити назавжди |